# Formatkreissäge

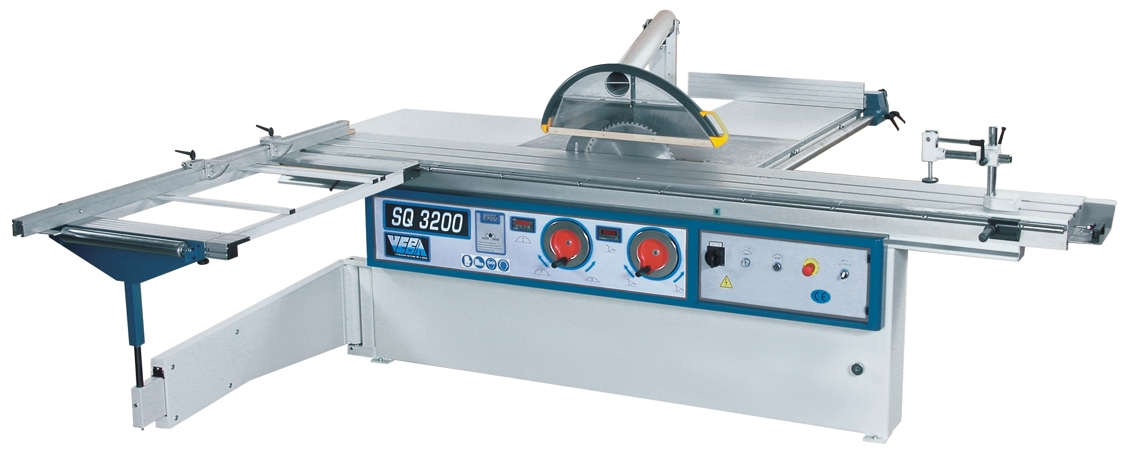
Eine Formatkreissäge mit einem Querschlitten und Winkelanschlag zur Auflage von Holzwerkstoffplatten, der sich mit dem längs angeordneten Schiebetisch bewegt. Der hochkant stehende Stützarm links unten ist gelenkig an der Maschine befestigt und fährt teleskopartig aus, um der Bewegung des Querauslegers zu folgen.

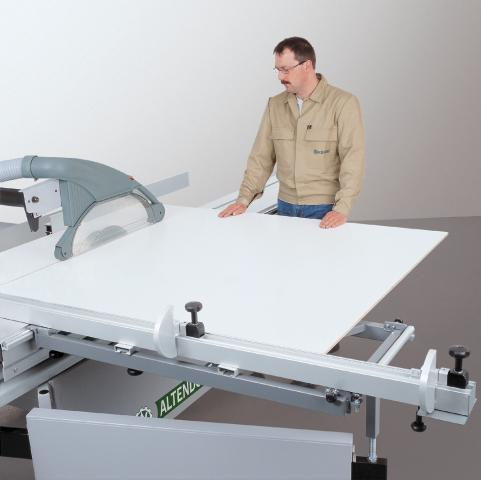
Die Werkstoffplatte liegt auf Schiebetisch und Querschlitten mit Winkelanschlag auf und wird am Sägeblatt vorbei geschoben.

Die Formatkreissäge besitzt im Gegensatz zur einfachen Tischkreissäge eine verschiebbare Arbeitsfläche (Schiebetisch) zum Führen des Werkstücks. Erfunden bzw. entwickelt wurde die erste Maschine 1906 von Wilhelm Altendorf.
Die Formatkreissäge gehört heute zur Standardausrüstung einer Tischlerei und eignet sich zum einfachen und präzisen Zuschneiden sowie winkelgenauen Aufteilen von plattenförmigen Werkstücken, Holzwerkstoffen sowie besäumtem und unbesäumtem Massivholz. Sie wird ebenfalls zum Schneiden von NE-Metallen und Kunststoff eingesetzt.

## Maschinenprinzip
Der Parallelanschlag einer normalen Tischkreissäge eignet sich nicht zum Herstellen einer geraden Kante an einem Brett mit Baumkante. Bei den ersten Längsschnitten am unbesäumten Massivholz ist das Schnittgut freihändig über den Sägetisch zu schieben, wobei sich kaum eine gerade Schnittkante erzielen lässt. 
Auch bei anderen Schneidaufgaben lässt sich durch das händische Schieben des Schnittgutes auf dem Sägetisch und entlang von Anschlägen nicht die Präzision einer Formatkreissäge erreichen. Bei dieser liegt das Material auf einem Schiebetisch, der selber mithilfe leichtgängiger Linearführungen am Sägeblatt vorbeigleitet. 
Da sich auf der Formatkreissäge präzise und parallele Längsschnitte sowie winkelrechte Querschnitte ohne Nacharbeit ausführen lassen, erzielt der Tischler einen verleimfähigen Schnitt in einem Arbeitsgang.

## Aufbau/Funktionsweise
Das Sägeaggregat ist das Kernstück einer jeden Säge. Es ist höhenverstellbar und je nach Maschinenausstattung um 46° schwenkbar. Wichtiges Merkmal ist Laufruhe in allen Drehzahlbereichen, ohne die kein präziser Schnitt möglich wäre.
Die Formatkreissäge verfügt über Anschläge sowohl links als auch rechts des Sägeblatts. Mit dem Parallelanschlag rechts vom Sägeblatt lassen sich beispielsweise Platten aufteilen. Der Winkelanschlag links vom Sägeblatt ermöglicht das Schneiden von 90°-Winkeln. Ebenfalls links vom Sägeblatt kann sich der Gehrungsanschlag befinden, mit dem sich Gehrungen und Flächenwinkel schneiden lassen. Winkelanschlag und Gehrungsanschlag können auch kombiniert als Winkel-Gehrungsanschlag auftreten. Zur Einstellung der Schnittmaße sind Anschläge vorgesehen, deren Einstellung an analogen oder digitalen Anzeigen kontrollierbar ist. Die Schnitthöhe und der Schwenkwinkel des Sägeblatts werden meist mit einem Fußhebel, per Handrad oder über die Maschinensteuerung eingestellt. Der Schiebeschlitten wird von Hand oder elektromotorisch bewegt. 
Mit dem Doppelrollwagen wird ein ruhendes Werkstück durch das rotierende Sägeblatt geführt. So lässt sich ein gerader Besäumschnitt erzielen, der wiederum die Voraussetzung für den präzisen Parallel- und Winkelschnitt ist. Die großen Doppelrollen des Doppelrollwagens halten den Oberwagen in Verbindung zum Unterwagen in den Führungsrundstangen. Eine Besonderheit, welche in einigen Varianten vorhanden ist, ist ein Laserrichtlicht, welches als Hilfe zur Ausrichtung des Werkstücks für den Besäumschnitt dient, indem es den Schnittverlauf mit einem Laserstrahl auf das Werkstück projiziert.

## Anwendungsgebiete
Formatkreissägen sind nicht mehr nur reine Holzbearbeitungsmaschinen, es werden zum Teil auch Kunststoff oder NE-Metalle mit ihnen bearbeitet. Zudem werden sie nicht nur zum Zuschneiden von Werkstoffen verwendet, sondern können auch Nuten, Fräsen, Schlitzen, Fälzen, Kehlen und Absetzen. Formatkreissägen sind bei klassischen Holzverarbeitern wie Tischlereien zu finden, aber auch in der Industrie, wie z. B. bei großen Möbelherstellern, Fensterherstellern etc.